# Javier Castelo Parada
Javier Castelo Parada (Ciudad Obregón, Sonora, 26 de octubre de 1945) es un político mexicano, miembro del Partido Acción Nacional. Ha sido en dos ocasiones diputado federal y es senador por Sonora.

## Trayectoria
Estudió Contaduría Pública y Administración de Empresas en el Instituto Tecnológico y de Estudios Superiores de Monterrey. Es empresario del ramo agrícola. Fue presidente de la Coparmex en Ciudad Obregón y vicepresidente nacional de Coparmex de 1982 a 1985.
En el partido Acción Nacional ha sido consejero nacional y estatal, y dos veces diputado federal, a la LVII Legislatura de 1997 a 2000 y a la LIX Legislatura de 2003 a 2006 en representación del VI Distrito Electoral Federal de Sonora. En 2006 fue elegido Senador por su estado para el periodo que culminó en 2012.